# NGC 7080
NGC 7080 (również PGC 66861 lub UGC 11756) – galaktyka spiralna z poprzeczką (SBb), znajdująca się w gwiazdozbiorze Liska. Odkrył ją Albert Marth 6 września 1863 roku.
W galaktyce tej zaobserwowano supernową SN 1998ey.